# Papir 117
El Papir 117 (en la numeració Gregory-Aland) designat com 117{\displaystyle {\mathfrak {P}}}, és una còpia antiga d'una part del Nou Testament en grec. És un manuscrit en papir de la Segona epístola als Corintis i conté la part de Corintis 7:6-8,9-11. Ha estat assignat paleogràficament als segles IV i V.
El text grec d'aquest còdex és un representant del Tipus textual alexandrí, també conegut neutral o egipci. Encara no ha estat relacionat amb una categoria dels manuscrits del Nou Testament.
Aquest document es troba en la Universitat d'Hamburg (Inv. NS 1002), a Hamburg.